# Leiopelma auroraensis
Espèce
Leiopelma auroraensis est une espèce fossile d'amphibiens de la famille des Leiopelmatidae.

## Répartition
Cette espèce a été découverte en Nouvelle-Zélande.

## Publication originale
- (en) Worthy, 1987 : Osteology of Leiopelma (Amphibia: Leiopelmatidae) and descriptions of three new subfossil Leiopelma species. Journal of the Royal Society of New Zealand, vol. 17, no 3, p. 201-251.